# Schlammbelastung
Die Schlammbelastung ist ein Begriff aus der Klärtechnik. Er ist eine relevante Größe beim Betrieb einer Kläranlage und stellt das Verhältnis zwischen abzubauendem Kohlenstoff zu dem dazu notwendigen Bakterienschlamm dar.

## Berechnung
Die Schlammbelastung ist definiert als das Verhältnis des biologischen Sauerstoffbedarfs zu der im Becken vorhandenen Bakterienmasse.
{\displaystyle B_{TS}={\frac {B_{\text{d,BSB5}}}{V_{BB}\cdot TS_{BB}}}}
mit
- {\displaystyle B_{\text{TS}}} der Schlammbelastung in {\displaystyle {\tfrac {Kg_{\text{BSB5}}}{Kg_{\text{TS}}\cdot d}}},
- {\displaystyle B_{\text{d,BSB5}}} die tägliche BSB5-Fracht in {\displaystyle {\tfrac {Kg}{d}}},
- {\displaystyle V_{BB}} der Volumen des Belebungsbeckens in {\displaystyle m^{3}} und
- {\displaystyle TS_{BB}} der Trockensubstanzgehalt im Belebungsbecken in {\displaystyle {\tfrac {Kg}{m^{3}}}}.

## Grundlagen
Es gibt ein Verhältnis zwischen dem Futterdargebot und den Konsumenten in der Kläranlage, das sich als vorteilhaft erwiesen hat. Beim Belebtschlammverfahren spricht man im Allgemeinen von einem Bereich zwischen 0,05 und 0,12 {\displaystyle {\tfrac {Kg_{\text{BSB5}}}{Kg_{\text{TS}}\cdot d}}}. Da mittlerweile oftmals zur Vereinfachung statt dem BSB der CSB gemessen wird, kann man überschlagsweise mit einem Verhältnis von 0,10 und 0,25 {\displaystyle {\tfrac {Kg_{\text{CSB}}}{Kg_{\text{TS}}\cdot d}}} rechnen. Bei zu niedriger Schlammbelastung fördert man das Wachstum der genügsameren Fadenbakterien (Blähschlamm) der in der Klärtechnik von Nachteil ist. Bei zu hoher Schlammbelastung werden wiederum die nitrifizierenden Bakterien benachteiligt, was sich negativ auf den Stickstoffabbau auswirkt.